# 心叶肋柱花
心叶肋柱花（学名：Lomatogonium cordifolium）为龙胆科肋柱花属下的一个种。